# Зујање у глави
„Зујање у глави” (словен. Zvenenje v glavi) је словеначки филм из 2002. године. Режирао га је Андреј Кошак а сценарио су написали Дејан Дуковски, Драго Јанчар и Андреј Кошак.

## Улоге
| Глумац            | Улога              |
| ----------------- | ------------------ |
| Јернеј Шугман     | Кебер              |
| Ксенија Мишић     | Леонца             |
| Урош Поточник     | Јохан Бауман       |
| Радко Полич       | Алојз Мрак         |
| Примож Петковшек  | Бан                |
| Иво Годнич        | Јоже „Пепо” Валант |
| Харис Бурина      | Шиптар             |
| Петре Арсовски    | Митровић Митке     |
| Есад Бабачић      | Лапе, поштар       |
| Богдан Диклић     | Тершич             |
| Василиј Полич     | Стари              |
| Владо Новак       | Чувар Алберт       |
| Јоже Хорват       | Мезнар             |
| Милош Бателино    | Булдог             |
| Маја Лесник       | Маша               |
| Зоран Стојиљковић | Мрзил              |

Остале улоге  ▼
| Глумац                  | Улога           |
| ----------------------- | --------------- |
| Теја Глажар             | Катарина        |
| Светозар Полич          | Инспектор       |
| Растислав Растко Тепина | Чунке           |
| Рудо Павалец            | Равнатељ Сречко |
| Примож Безјак           | Плавокоси       |
| Виктор Лиобоутине       | Цокети          |
| Душан Јовановић         | Црвенокоси      |
| Данијел Смон            | Савршен тип     |
| Нико Логар              | Мезнер С Ганг   |
| Драган Милиновић        | Мезнер С Ганг   |
| Рок Цветков             | Затвореник      |
| Ратко Ристић            | Затвореник      |